# Sertão Alagoano
Sertão Alagoano is een van de drie mesoregio's van de Braziliaanse deelstaat Alagoas. Zij grenst aan de deelstaten Pernambuco in het noorden, Bahia in het westen en Sergipe in het zuiden en de mesoregio Agreste Alagoano in het oosten. De mesoregio heeft een oppervlakte van ca. 8769 km². Midden 2004 werd het inwoneraantal geschat op 430.958.
Vier microregio's behoren tot deze mesoregio:
- Alagoana do Sertão do São Francisco
- Batalha
- Santana do Ipanema
- Serrana do Sertão Alagoano

Mesoregio's: Agreste Alagoano · Leste Alagoano · Sertão Alagoano

Microregio's: Alagoana do Sertão do São Francisco · Arapiraca · Batalha · Litoral Norte Alagoano · Maceió · Mata Alagoana · Palmeira dos Índios · Penedo · São Miguel dos Campos · Santana do Ipanema · Serrana do Sertão Alagoano · Serrana dos Quilombos · Traipu